# Eastwood (Essex)
Eastwood – miasto w Wielkiej Brytanii, w Anglia, w regionie East of England, w hrabstwie Essex, w dystrykcie (unitary authority) Southend-on-Sea. W 2001 roku miasto liczyło 13 233 mieszkańców.